# Ingomar
Ingomar é uma cidade fantasma localizada no condado de Rosebud, estado de Montana, nos Estados Unidos. Fica situada no leste do referido estado,  perto da U.S. Route 12, a noroeste da cidade de Forsyth.

## História
Depois da conclusão da via férrea Milwaukee Railroad, Ingomar tornou-se um pólo comercial numa área rodeada pelo Rio Missouri. o rio Musselshell a oeste e o rio Yellowstone a sul e a este. A localidade foi fundada em 1910 pelo caminho de ferro/estrada de ferro e o nome Ingomar foi dado pelos funcionários da empresa ferroviária. O armazém ficou terminado em 1911.
Para o desenvolvimento das áreas adjacentes de Ingomar, contribuiu o famoso Homestead Act de 1862, mais tarde com emendas que oferecia aos povoadores daquela região 320 acres (1 307 134.62 m2) de terra por um período de cinco anos e  se aí mantivessem a terra ficaria sua. O caminho de ferro declarou a cidade como "Freeland". Ingomar foi igualemte um centro ganadeiro. Foi um importante centro de venda de lã. Não havia água potável na cidade, ela era fornecida pelo camião/caminhão cisterna do caminho de ferro.Este foi dado como presente, quando em 1980, quando o comboio/trem deixou de passar pela cidade.Apenas em 1984, começou a ser fornecida água aos poucos habitantes que restavam na povoação. Entre 1911 e 1917, instalaram-se por ano na região de Ingomar cerca de 2.500 rancheiros. Ingomar tornou-se numa cidade próspera com um banco, dois hotéis (ainda existe um), salloos, cafés, drogarias, ferraria, médico, dentista, maternidade, entre outros serviços. Contudo, a conjuntura em meados dos anos 1920: fogos, secas extremas e claro a recessão económica causaram danos na comunidade durante anos. Os sonhos dos fazendeiros desvaneceram: as chuvas eram escassas e as colheitas eram fracas não dando para o seu sustento. Em 1921, ocorreu um enorme fogo que destruiu grande parte da cidade. Alguns negócios subsistiram, mas outros desapareceram. A população começou a diminuir a pique, década após década, na atualidade são apenas 109 habitantes (121 em 2000).

## Locais de interesse

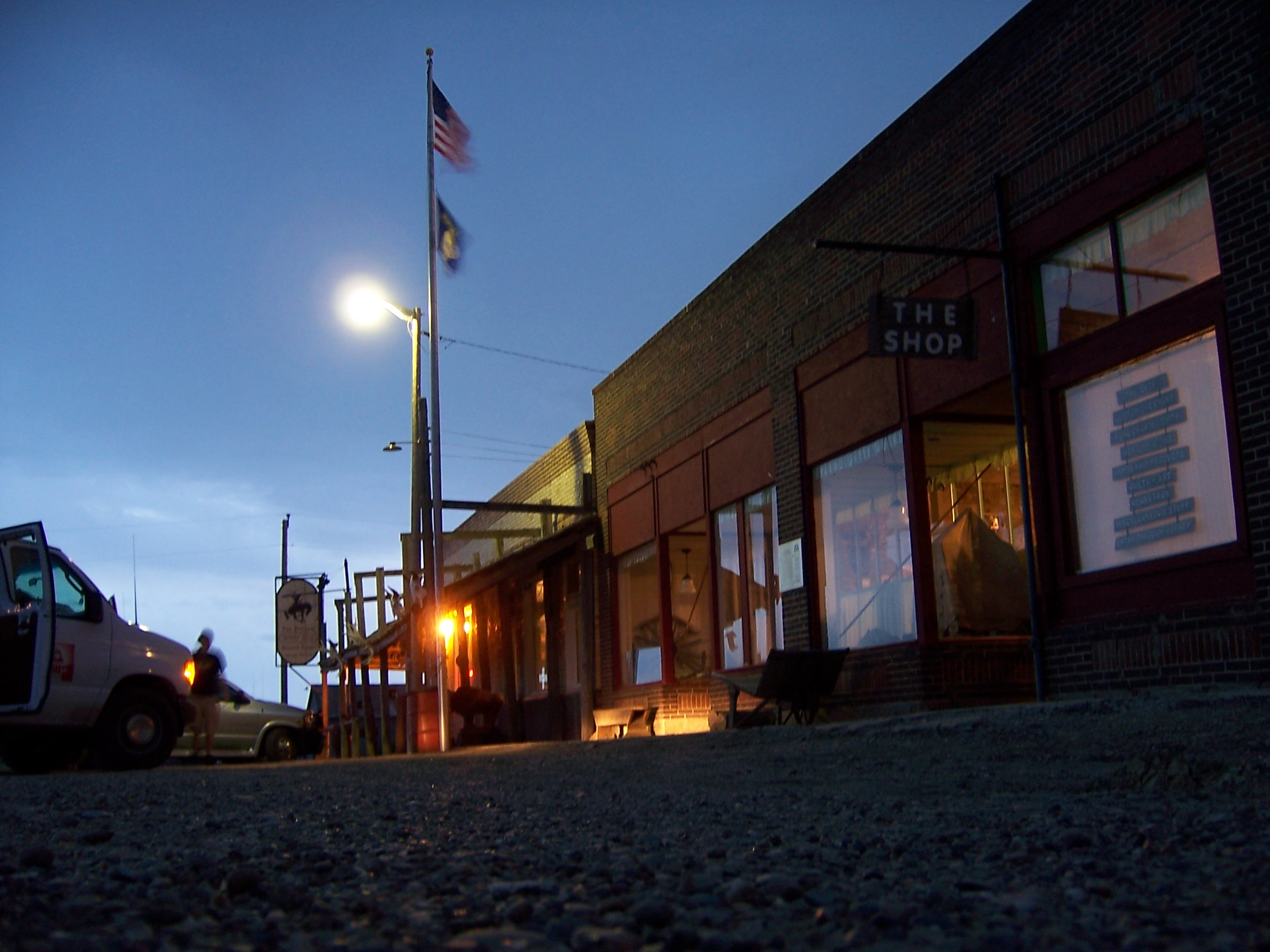
O restaurante Jersey Lilly

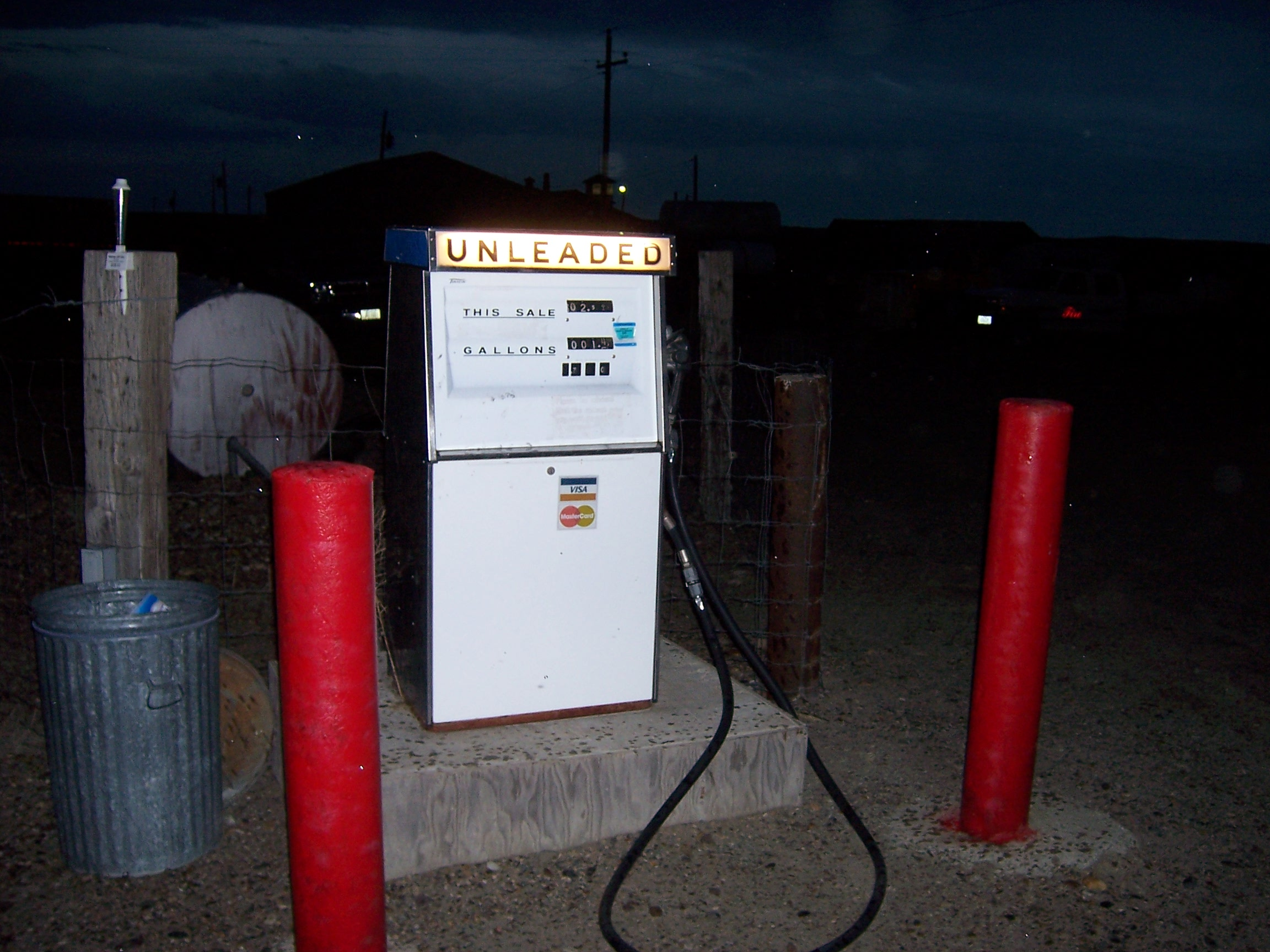
Bomba da gasolina em Ingomar

- O Ingomar Hotel localizado na esquina entre a Main Street e a Railway Avenue foi edificado em 1922, ficou conectado a um antigo restaurante, mas deixou de ser hotel desde 1966. O edifício está hoje abandonado.

- O restaurante Jersey Lilly começou por ser por um banco em 1914, conhecido como  Wiley, Clark and Greening, Bankers, depois em 1933, o edifício foi transformado em bar, mais tarde, em 1948 passou a ter o nome de Jersey Lily (o atual nome).

Em 1994, a Ingomar Public School, J. A. Bookman General Store, and Wiley, Clark & Greening Bank  foram inscritos no Registro Nacional de Lugares Históricos.